# Kery James
Pour les articles homonymes, voir James.
Kery James, de son vrai nom Alix Mathurin (né le 28 décembre 1977 aux Abymes en Guadeloupe), est un rappeur, chanteur, acteur, réalisateur et scénariste franco-haïtien. Considéré par la presse spécialisée et le public comme une figure de proue du rap politique, son œuvre évoque la vie en banlieue et les inégalités dans la France actuelle, sur fond d'ironie et d'amertume. Kery James fait également partie du collectif Mafia K'1 Fry.
Débutant dans le rap en tant que cofondateur du groupe Ideal J en 1991, que DJ Mehdi rejoint l'année suivante en tant que producteur, il y connaît un succès croissant à une époque où le hip-hop français commence à gagner en reconnaissance, jusqu'en 1999 et l'année de séparation du groupe à la suite de l'assassinat de Las Montana, un de ses proches, ce qui le motive à arrêter une première fois sa carrière. Après deux ans de recul, il revient en solo et publie son premier album, Si c'était à refaire, en 2001. En 2005, après sa participation à la compilation Illicite projet, avec son titre Je ne crois plus en l'illicite, publie son deuxième album solo, Ma vérité, comprenant les titres J'aurais pu dire, Les miens ou encore Hardcore 2005, avec la participation de Iron Sy. Il publie son troisième album solo, À l'ombre du show business, en 2008, qui est propulsé, dès la première semaine, à la troisième place des classements français. En 2016, son sixième album, Mouhammad Alix, tend vers le courant trap.
Également impliqué comme acteur et réalisateur, Kery James témoigne en 2003 dans le DVD documentaire Si tu roules avec la Mafia K'1 Fry. Après les attentats du 11 septembre 2001, il réalise Savoir et vivre ensemble dans lequel rappeurs, chanteurs et sportifs prônent l'unité. Il joue un juré dans À voix haute. En 2019, sort sur Netflix le film Banlieusards et le 27 septembre 2023 la suite de cette histoire engagée est sortie sur Netflix, qu'il a par ailleurs scénarisé et réalisé avec Leïla Sy.

## Biographie

### Enfance
Alix Mathurin naît aux Abymes, en Guadeloupe, de parents haïtiens,. Il passe sept années sur son île natale avec sa mère. Aux yeux de son père, la métropole semble offrir plus d’opportunités d’avenir, il décide alors d’y envoyer le jeune Alix et sa sœur. Les deux jeunes sont en pension dès octobre 1985. Leur mère finit par les récupérer quelque temps plus tard, et Alix découvre alors son nouveau logement : une pièce de trente mètres carrés située dans un pavillon d'Orly, dans le Val-de-Marne, en banlieue parisienne. Alix s'adapte difficilement à cette nouvelle vie ; en commençant à fréquenter la rue, il y découvre le hip-hop, style musical alors récent.

### Débuts (1991–1999)
La musique, et surtout le hip-hop, prend vite une place importante dans la vie d'Alix. À onze ans, il présente son premier texte, sur le racisme, au rappeur Manu Key qui l’encourage à continuer. Intéressé par l’écriture et la danse, il se fait remarquer par MC Solaar lors d’un atelier d’écriture organisé à la MJC d'Orly. La même année, MC Solaar le fait enregistrer sur son premier album, Qui sème le vent récolte le tempo, publié en 1991, sous le nom de Kery B sur le titre Ragga jam en collaboration avec Big Red et Daddy Mory.
Vers l'âge de 13 ans, il fonde avec trois de ses amis, le rappeur Harry et les danseurs Teddy et Selim (devenus respectivement Jessy Money, Teddy Corona et Selim du 9.4 au sein du collectif Mafia K'1 Fry), le groupe Ideal Junior. Ce groupe est appelé ainsi en référence à leur jeune âge. Dès 1991, la formation monte sur scène lors de petits festivals organisés par la mairie, et publie en 1992 le maxi La vie est brutale dans lequel Kery James y parle de ghetto, de racisme, et d'injustice. La même année, DJ Mehdi rejoint le groupe et c'est lui qui compose désormais toutes les parties instrumentales.
En 1993, Jessy Money et Selim du 9.4 quittent le groupe. Cette même année, la jeune formation connaît des problèmes : les rappeurs se fâchent avec leur producteur, à cause duquel la sortie de leur premier album se retrouve bloquée pendant trois ans. Le groupe, renommé Ideal J à l'occasion, sort donc Original MC sur une nouvelle mission en 1996, mais c'est avec l’album Le combat continue et, notamment, le titre Hardcore, en 1998, qu'il connaît le succès. Les textes du groupe, parfois très virulents, ne passent pas inaperçus, même en dehors du milieu du rap.

### Si c'était à refaire(2000–2003)
À la suite de l’assassinat d’un de ses amis d’enfance, Las Montana, Kery James décide d’abandonner la musique et de se convertir à l'Islam, à l'âge de 22 ans. Il prend alors le prénom Ali. Convaincu par ses proches de ne pas renoncer à sa carrière musicale, il revient avec un discours radicalement changé. Investi dans la pratique et l’étude de la religion musulmane, les textes de son premier album solo Si c'était à refaire, publié en octobre 2001, en sont librement inspirées. Ainsi, il avoue de son propre chef son attachement à se situer à contre-courant des idées véhiculées par le rap français, très à charge vis-à-vis d'un État responsable de la situation dans les ZUP : 

« Le courant majoritaire consiste à n’accuser que l’État uniquement, sans jamais se remettre en question. Moi, je vais à contre-courant. »

Cet album bénéficie de nombreuses collaborations avec notamment Les Nubians et Salif Keïta. Les textes de rap se mêlent à des influences musicales africaines, arabes et cubaines. Il chante ses racines haïtiennes mais, aussi, les problèmes de société comme l'argent, la violence et les valeurs morales. Dans cet album, aucun instrument à vent ou à cordes n'est présent, conformément à sa nouvelle religion. Il y privilégie l’emploi de percussions et d'instruments originaux pour ce style de musique comme le xylophone.
Kery James semble avoir changé et cela se ressent dans ses paroles : les accès de violence et de rébellion prônés par Ideal J font place à une réflexion et à un message plus construit. Le rappeur repenti est même accueilli assez favorablement par la presse. Si c'était à Refaire est si bien reçu par le public et la critique, qu'il devient disque d'or (100 000 exemplaires vendus) en quelques semaines[réf. nécessaire]. « Kery James » est inscrit en lettres rouges sur le fronton de l’Olympia, en mars 2002, et, après avoir foulé la mythique scène, le rappeur clôt le plus grand rassemblement de rap et RnB jamais organisé en France : Urban Peace au Stade de France, le 21 septembre 2002. Cependant, ses choix et ses prises de positions artistiques dérangent sa maison de disques qui décide, malgré son succès, de ne pas le suivre sur son nouveau projet discographique.
En 2003, il apparaît dans le DVD documentaire Si tu roules avec la Mafia K’1 Fry, dans lequel il apporte son témoignage. Il réalise un projet, Savoir et vivre ensemble, pour lequel il réunit rappeurs, chanteurs et sportifs, qui prône l'unité dans le contexte de l'après 11 septembre 2001.

### Ma vérité(2005–2007)
En 2005, Kery James se marie avec une femme prénommée Ayna, d'origine franco-malgache[source insuffisante], avec qui il aura une fille en 2010[source insuffisante]. En 2005, après sa participation à la compilation Illicite projet, avec son titre Je ne crois plus en l'illicite, publie son deuxième album solo, Ma vérité, qui comprend quatorze titres, dont J'aurais pu dire, Les miens ou encore Hardcore (2005), avec la participation de Iron Sy. Il y prend position contre la guerre en Irak et sur la téléréalité. Profondément marqué par les vagues d’attentats causées par des terroristes se réclamant de courants religieux musulmans, Kery James cherche, à travers Ma vérité, à rétablir l’image qu’il a de sa religion.
Une partie des bénéfices de cet album est consacré à la construction de lieux dans lesquels sera dispensé un enseignement religieux débarrassé d’extrémisme, ou encore à des organismes d’aide sociale tels que Combattre et Vivre son handicap (Gennevilliers), lié au réseau[Lequel ?] Handisport. Il confiera : « Je n'avais pas envie que l'on m'enferme dans la case du rappeur musulman qui est là pour prêcher ». Cet album connaît un succès mitigé, qui déçoit les attentes de Kery James. À la suite de cet échec commercial et de la difficulté de trouver un label voulant le distribuer, notamment du fait de ses paroles jugées dérangeantes, Kery James envisage de mettre terme à sa carrière. Il évoque cette difficulté dans son titre Dernier MC en 2012. Le 21 juillet 2007, accompagné de quelques amis, dont le rappeur Rohff, il rencontre, près de la porte de Vincennes, à Paris, MC Jean Gab'1 avec lequel s'ensuit une violente altercation. Chacun exprimera sa version des faits par des vidéos diffusées sur Internet.
Après avoir quitté la Mafia K'1 Fry, tout en participant au morceau Nuage de fumée Part II, sur l'album La Cerise sur le ghetto, il revient dans le collectif et participe à l'album Jusqu'à la mort.

### Succès confirmé (2008)

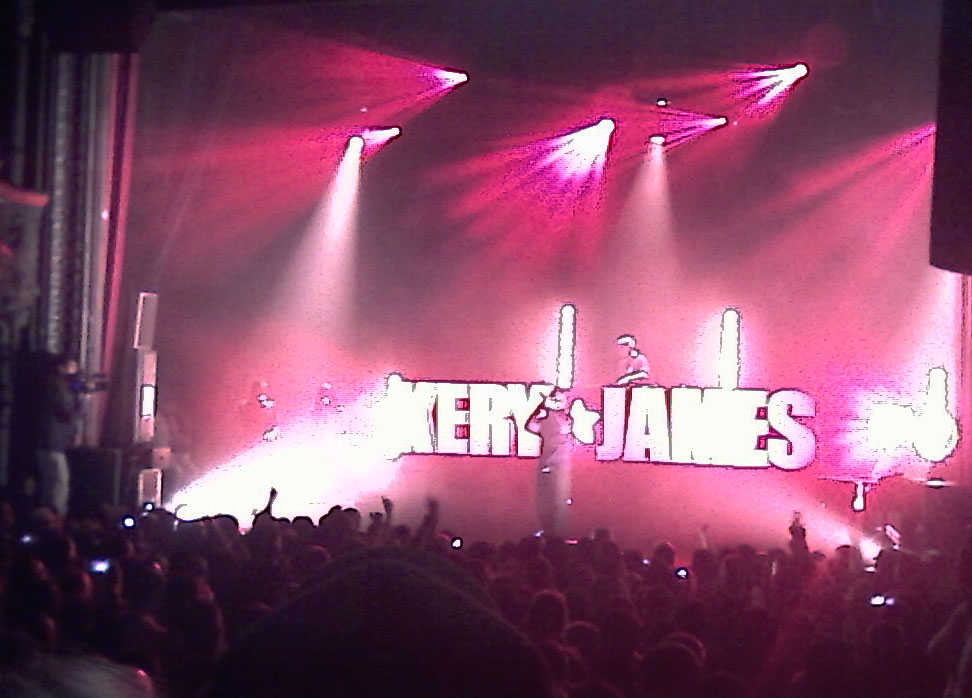
Kery James à La Cigale, en octobre 2008.

L'enjeu pour Kery James après l'échec de Ma vérité est de renouer avec le succès de ses précédents albums. Il s'entoure dans cette optique de Tefa et Masta de Kilomaître pour son troisième album, À l'ombre du show business. Il atteint son objectif : l'album, publié le 31 mars 2008 est propulsé, dès la première semaine, à la troisième place des classements français, grâce, notamment, aux titres Le combat continue Part III, À l'ombre du show business (en duo avec Charles Aznavour), Banlieusards et Je m'écris (en trio avec Zaho et Grand Corps Malade). L'album, certifié disque d'or puis disque de platine, suscite des critiques pas toujours positives, visant à stigmatiser le prétendu virage artistique pris par Kery[réf. nécessaire]. À l'ombre du show business est classé numéro quatre des meilleures ventes d'albums hip-hop et RnB en France, avec 114 803 exemplaires écoulés. En octobre 2008, Kery James publie le titre X et Y, avec un clip déconseillé aux moins de 18 ans, réalisé par Mathieu Kassovitz. Ce titre a la particularité d'avoir une narration chronologiquement inversée, à l'instar du film Irréversible. Il enchaîne avec le titre et clip Pleure en silence, inspiré du film Pleure en silence de John Gabriel Biggs.
Un an après À l’ombre du show business, le 27 avril 2009, Kery James publie son quatrième album, Réel, contenant les titres Le retour du rap français, Je représente, Lettre à mon public et Le prix de la vérité (feat Medine). L'album se classe premier des classements avec 23 000 exemplaires vendus la première semaine, et il devient disque de platine en un mois. Il fait participer Le Rat Luciano et Admiral T. Dans cet album, Kery James compose un morceau (Lettre à mon public) où il annonce une pause qui va durer deux ou trois ans. Le 18 décembre 2009, il donne un concert au Zénith de Paris, avec de nombreux invités (Diam's, Kool Shen, Tunisiano, Oxmo Puccino, Youssoupha, Kayna Samet, Mafia K'1 Fry) ; le dernier avant de se retirer du rap français pour une grande période.
Le 27 avril 2009, Kery James, alors âgé de 31 ans, donne une interview sur Générations 88.2 où il évoque son contentieux financier avec le rappeur Black V-Ner, après avoir participé à un morceau commun, Foolek, sur l'album À l'ombre du show business. Black Vener avait traité Kery James « d'escroc, de fils de pute et de ragondin », dans une vidéo publiée sur un site spécialisé, que le propriétaire retire par la suite. Black V-Ner décide de se rendre au studio de la radio. S'ensuivra une altercation où Kery James et ses gardes du corps l'ont frappé, armés de poings américains. Ils sont condamnés par le tribunal correctionnel à dix mois de prison avec sursis, le parquet requérant une peine ferme de huit à douze mois,.

### Départ de France (2009–2012)
Kery James annonce en juin 2009 son départ de la France et de la scène du rap français. « Dans ma vie, il y a des choses plus importantes que ma carrière : la spiritualité, par exemple […]. Je vais m'absenter deux ou trois ans à l'étranger pour, ensuite, revenir mais je ne sais pas encore sous quelle forme artistique. Je pense aller au Moyen-Orient », confie-t-il au quotidien gratuit 20 minutes, en juin 2009. De même, il se justifie dans le titre Lettre à mon public, dernier extrait de son dernier album Réel : « Laisse-moi prendre du recul pour mieux reprendre de l'élan. Que je souffle, que je m'ouvre, que je me retrouve, peut-être même que je me découvre ». Pendant cette absence, cependant, à la suite du séisme survenu à Haïti en 2010, il fonde le groupe Espoirs pour Haïti, et est à l'origine du titre Désolé, qu'il a écrit. Il organise également un concert piano/voix, accompagné de S Petit Nico, pour venir en aide à la population haïtienne qui se tient le 14 février 2010 au Bataclan. L'intégralité des fonds collectés est reversée à la population haïtienne[réf. nécessaire].

### Retour (depuis 2012)
Son retour est annoncé le 20 janvier 2012 par un teaser vidéo nommé 92.2012 et une collaboration avec Youssoupha, sur la chanson La vie est belle. Deux mois plus tard, il publie un nouveau single, intitulé Lettre à la République, dont le clip est vu vingt-cinq millions de fois sur YouTube, et qui se classe numéro un des ventes ITunes dès sa sortie[réf. nécessaire]. En avril 2012, un CD/DVD s'intitulant 92.2012, sort dans les bacs, retraçant les vingt ans de carrière de l'artiste, ainsi que son évolution personnelle. Son nouvel album est programmé pour le 13 mai 2013. Le 9 novembre 2012, Kery James présente son nouveau clip Dernier MC, qui dépasse le million de vues un mois plus tard.
En janvier 2016, son nouveau morceau Vivre ou mourir ensemble, écrit après les attentats du 13 novembre 2015 dénonce la « bêtise humaine » et les problèmes de la société française,. Début juillet 2016, il sort un nouveau morceau, Racailles, extrait de l'album Mouhammad Alix et qui traite de l'hypocrisie gouvernementale[réf. nécessaire].
En janvier 2017, il s'essaye à l'écriture théâtrale en proposant À vif, un spectacle présenté pour la première fois au Théâtre du Rond-Point. La pièce prend la forme d'une joute verbale entre deux avocats (joués par Kery James lui-même et Yannik Landrein) s'opposant sur la responsabilité de la situation des banlieues.
En août 2018, débute le casting de son premier long-métrage dans la cité du Bois-l'Abbé à Champigny-sur-Marne (Val-de-Marne), trois ans après en avoir eu l’idée et commencé l’écriture. Le film est intitulé « Banlieusards », du même nom que son single paru en 2008 sur l’album A l’ombre du show business. Produit par Netflix, le long-métrage raconte l'histoire de trois frères issus d’un quartier populaire.
Entre 200 et 300 personnes sont recherchées pour jouer dans le film, acteurs et figurants compris. Plus de 500 ont répondu à l’appel. Pour les sélectionnés, une seconde audition a été organisée (avec texte) début septembre. Le 24 septembre 2018, le tournage mobilisant une soixantaine d'habitants du quartier débute. Il durera environ cinq semaines. Le film est réalisé par Kery James et Leïla Sy, réalisatrice de plusieurs clips du rappeur. Le film sort sur Netflix le 12 octobre 2019.
En avril 2022, pendant la campagne électorale de l'élection présidentielle française marquée par la forte présence de l'extrême droite, Kery James publie le morceau et le clip Marianne, dont le texte raconte une France au bord de l'implosion deux ans après l'arrivée au pouvoir d'un candidat d'extrême droite.
En 2023, le comédien Adama Diop lit des textes du Poète noir au festival d'Avignon.

## Engagements
Kery James est engagé pour l'émancipation et la réussite des jeunes des quartiers populaires. Le morceau phare de cet engagement est Banlieusards, dans lequel il déclare en parlant des jeunes de quartier « On n'est pas condamnés à l'échec ». C'est dans cette optique qu'il crée en 2007 l'ACES (Apprendre, Comprendre, Entreprendre et Servir), association qui propose du soutien scolaire aux enfants défavorisés.
En 2007, il soutient publiquement Ségolène Royal pour les élections présidentielles. En 2016, il explique lors d'une interview à Street Press : « C’est un regret de l’avoir soutenue [...] Je ne le referais pas aujourd’hui ».
Kery James se déclare plus comme un sympathisant de gauche, même s'il ne se sent pas politiquement engagé. Ainsi, pour sa participation à la Fête de l'Humanité 2008, il déclare : « Très sincèrement, ma venue ne témoigne pas d'un engagement politique concret aux côtés de la gauche. Mais il est évident que si cela avait été un festival organisé par le gouvernement en place, je n’y serais pas allé. J’ai ma manière de faire des choses pour que cela avance concrètement, à travers ma musique et ce que je fais dans la vie de tous les jours. C’est aussi politique ».
Kery James est de plus engagé en faveur de la Palestine. Après un voyage en Palestine, il compose en 2009 un morceau de soutien à la cause palestinienne, Avec le cœur et la raison, sur l'album Réel. Il participe bénévolement, le 25 avril 2012, à un concert célébrant le premier anniversaire de la libération du franco-palestinien Salah Hamouri, proposé par son comité national de soutien et organisé par les jeunes communistes.
En septembre 2013, il chante Banlieusards aux Jeux de la Francophonie à Nice, que Christian Estrosi, député et maire de Nice, et Éric Ciotti, président du conseil général des Alpes-Maritimes, qualifient de « scandaleuse et inappropriée incitant à la révolution des banlieues ». Le journaliste Jason Moreau prend alors la défense du rappeur, critiquant sévèrement Ciotti et Estrosi qui n’ont, selon lui, pas du tout compris le message de la chanson.
Il est considéré comme un soutien fervent du mouvement des Gilets jaunes.

## Opinion publique
Le magazine britannique Complex UK le place 10e dans son top 10 des meilleurs rappeurs français en 2016 : « Comparé aux autres rappeurs français, Kery James est beaucoup plus amusant et positif, se démarquant ainsi d'une légion de rappeurs politiques et gangsta »,.

## Filmographie
Sauf indication contraire, les informations mentionnées dans cette section peuvent être confirmées par les bases de données cinématographiques IMDb et Allociné,  présentes dans la section « Liens externes ».

### Comme réalisateur-scénariste
- 2019 : Banlieusards coréalisé avec Leïla Sy
- 2023 : Banlieusards 2

### Comme acteur
- 1993 : Le Bledia de Olivier Legan
- 2016 : Ne manque pas ce train (court métrage) de Leïla Sy
- 2019 : Banlieusards de lui-même et Leïla Sy : Demba
- 2023 : Banlieusards 2 de lui-même et Leïla Sy : Demba

## Théâtre

### Comédien et auteur
- 2017 : À vif, mise en scène de Jean-Pierre Baro, Théâtre du Rond-Point[42]

## Publications
- 92.2012 : 20 ans d’écriture, éditions Silène, 2012
- À vif, Actes sud, 2017,   (ISBN 978-2-330-08403-5)
- Le Poète noir, Actes Sud, 2022